# Palazzo Ridolfo e Giovanni Francesco Brignole Sale

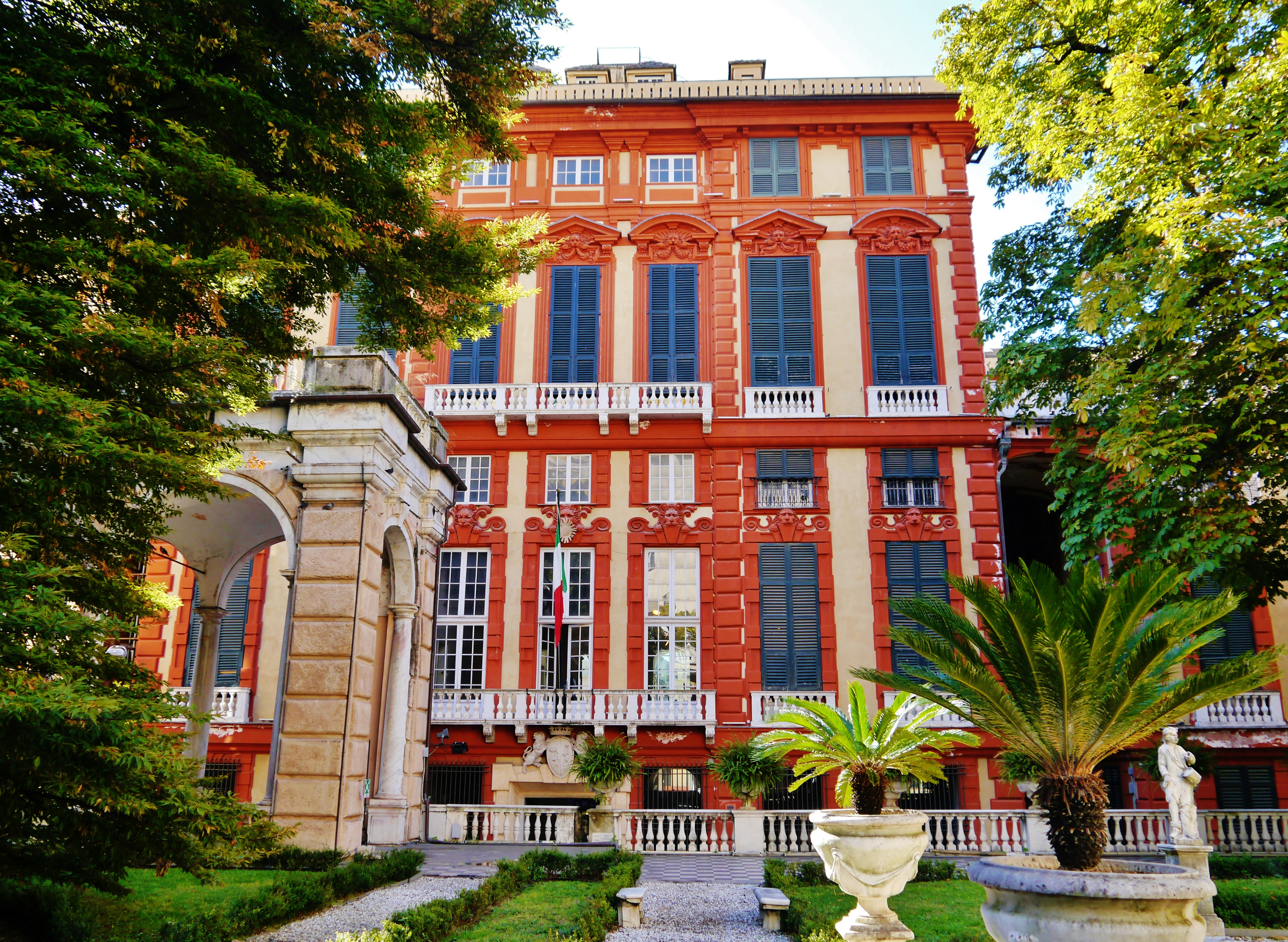
Vom Garten des gegenüberliegenden Palazzo Luca Grimaldi gesehen, links die Loggia des Palazzo Niccolò Grimaldi

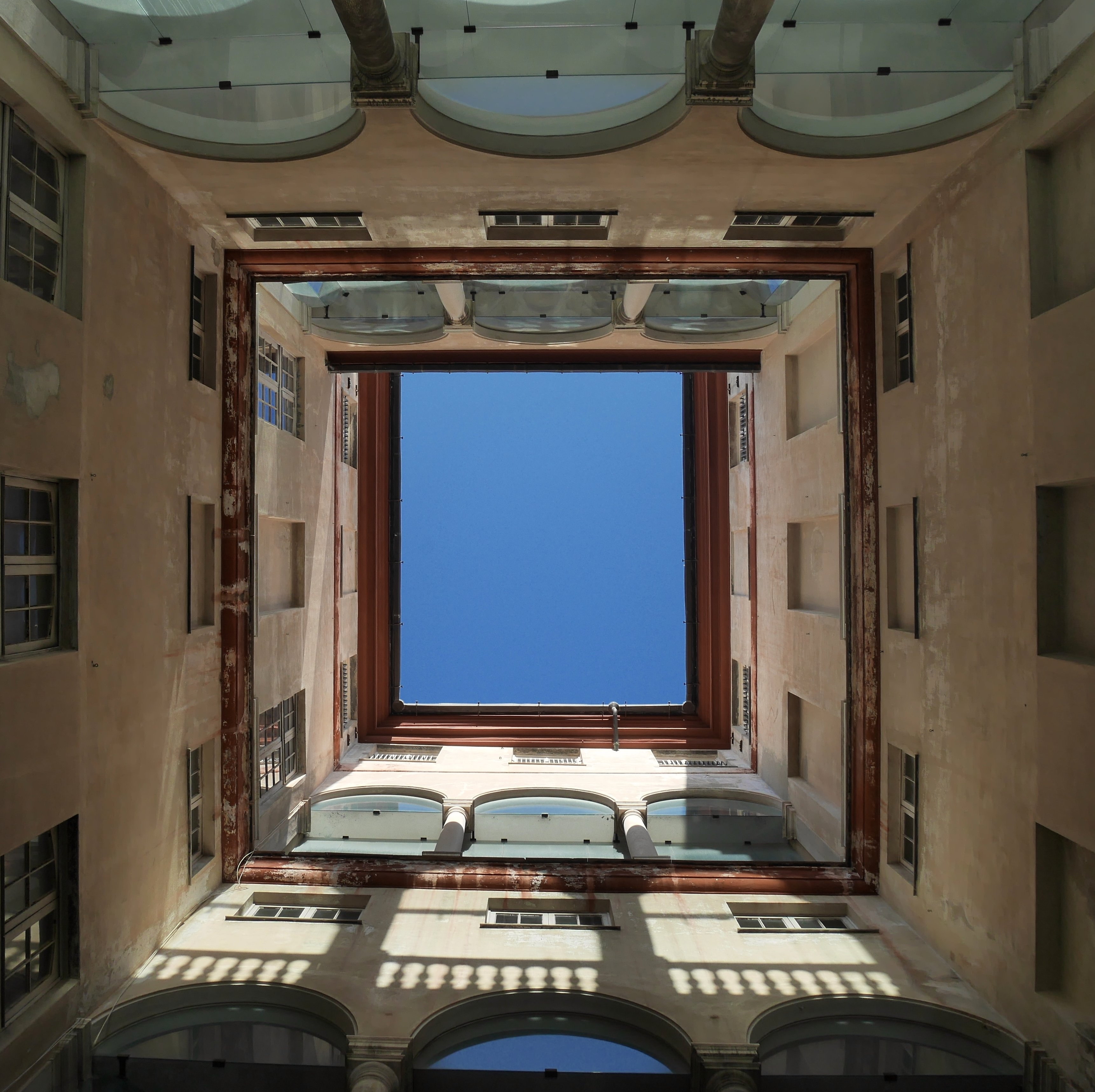
Innenhof

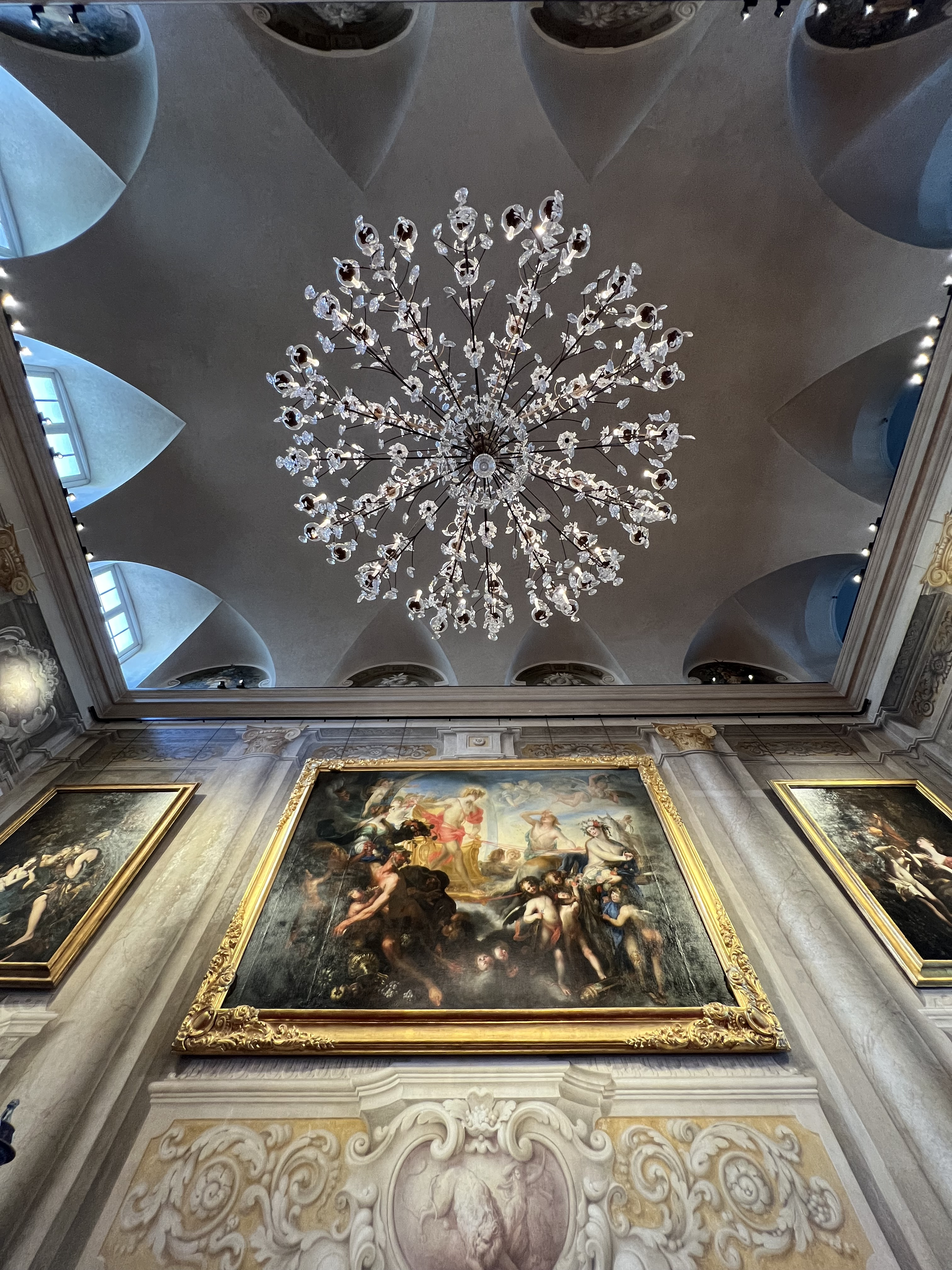
Salon in der oberen Wohnebene mit dem Gemälde Sonnenwagen und Jahreszeiten von Domenico Piola

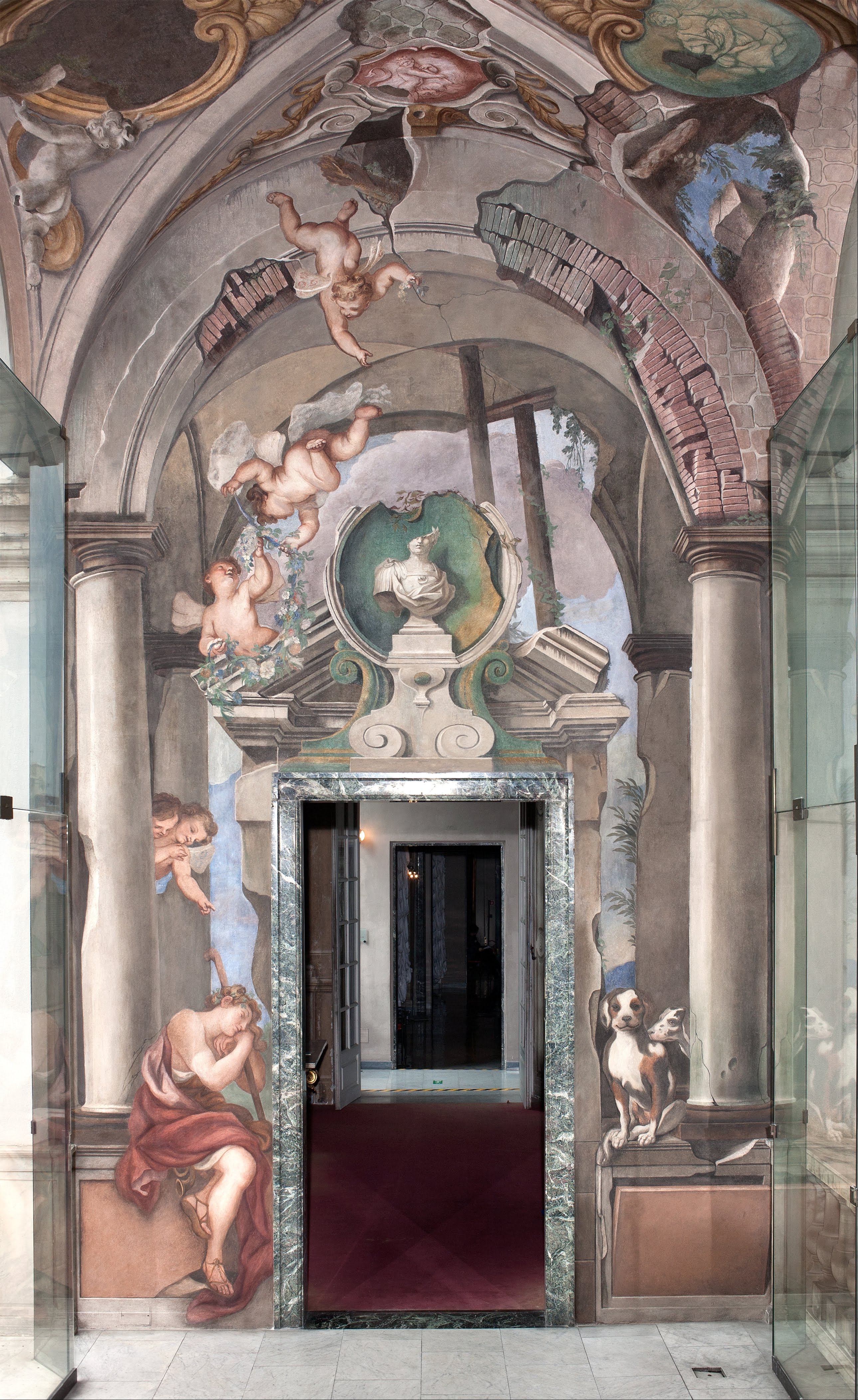
Fresko von Paolo Gerolamo Piola: Ruine eines Dianatempels

Der Palazzo Ridolfo e Giovanni Francesco Brignole Sale (Palazzo Rosso) ist ein Stadtpalast in Genua, der Teil des Welterbes der Unesco „Genoa: Le Strade Nuove and the system of the Palazzi dei Rolli“ (deutsch: Genua: Le Strade Nuove und die Palazzi dei Rolli) ist. Das Gebäude liegt an der Via Garibaldi 18.
Er beherbergt einen Teil der Kunstsammlung der Stadt Genua, deren andere Teile in dem nahegelegenen Palazzo Luca Grimaldi („Palazzo Bianco“) und dem Palazzo Niccolò Grimaldi (Rathaus) gezeigt werden.

## Geografische Lage
Der Stadtpalast liegt an der Südseite der Strade Nuove (heute: Via Garibaldi), wo die Grundstücke alle ein Gefälle zur Küste hin aufweisen. Das Gelände wies eine weitere Besonderheit auf: 1591 wurde die Strade Nuove befestigt und ihr Ausbau als abgeschlossen angesehen. Es gab keine freien Grundstücke mehr zu kaufen. Aber auf der Südseite bestand in einem Abschnitt eine Bebauung aus kleine Gassen, ein Wohngebiet, das sozial so gar nicht zu den Bewohnern der Strade Nuove passte, die die oberste Gesellschaftsschicht der Republik Genua darstellten. In diesem Gebiet besaßen die Brüder Ridolfo und Giovanni Francesco Brignole Sale Grundstücke. Allerdings war das dort vorhandene Straßennetz öffentlich, zerschnitt das Gelände und stand einer Bebauung nicht zur Verfügung. Die Grundstücke waren zudem nicht groß.

## Geschichte
Die Brüder Ridolfo und Giovanni Francesco Brignole Sale begannen 1671 mit dem Bau ihres Palazzo, also mehr als 100 Jahre, nachdem es für die Genueser Oberschicht zum guten Ton gehörte, dort einen Stadtpalast zu besitzen. Architekt war Pietro Antonio Corradi, eine Wahl, zu der es zu diesem Zeitpunkt kaum eine Alternative gab, denn er war der einzige maßgebliche und erfahrene Architekt, der die Pest 1656 überlebt hatte. Erst 1677 wurde der Palazzo fertiggestellt. Ridolfo Brignole Sale verstarb ohne männliche Erben und sein Anteil an dem Haus fiel seinem Bruder zu.
Der Palast blieb bis zum Ende des 19. Jahrhunderts im Besitz der Familie Brignole Sale. Letzte Vertreterin der Familie war Maria Brignole Sale De Ferrari, Herzogin von Galliera, Marchesa von Groppoli, Fürstin von Lucedio. Sie schenkte den Palazzo 1874 der Stadt Genua und 1888 auch die Kunstsammlung der Familie. Dies wurde der Grundstock des städtischen Museums.
Die Bombardierung Genuas im Oktober 1942 verursachte auch am Palazzo Ridolfo e Giovanni Francesco Brignole Sale schwere Schäden. Unter anderem wurde der Saal im zweiten Stock mit dem großen Fresko von Gregorio De Ferrari zerstört. 1953 bis 1961 wurde unter Leitung des Architekten Franco Albini der Palast wiederhergestellt. Dabei wurden Aufbauten aus dem 19. Jahrhundert entfernt, die Ausstellungsfläche mehr als verdoppelt, sowie Ausstellungsräume für Textilien, Kunstdrucke und die kartographische Sammlung auf der Ebene zwischen dem ersten und zweiten Hauptgeschoss eingerichtet. Auch eine Keramik- und eine Münzsammlung wurden in das Museum integriert.

## Gebäude
Aufgrund der topografischen Gegebenheiten wies dieser Palazzo Besonderheiten auf, sowohl in seiner vertikalen als auch in seiner horizontalen Gestaltung. Ein „übliches“ Doppelhaus für die Familien der beiden Brüder Ridolfo und Giovanni Francesco Brignole Sale gab die Grundstücksgröße nicht her. Die vertikale Sonderlösung war, dass zwei gleichwertige Piani nobili geschaffen und übereinander angeordnet wurden. Es handelt sich quasi um „Etagenwohnungen“ – eine einmalige Situation für einen Stadtpalast. Die horizontale Sonderlösung war, dass der Palast auf Erdgeschoss-Niveau aus drei Gebäuden besteht, die in den oberen Stockwerken durch Brücken verbunden sind. So konnten die öffentlichen Straßen erhalten bleiben. An der Straße stehen der Palazzo und ein kleineres Gebäude, der Palazetto, hinter dem Palazetto noch die Dipendenze. Pietro Antonio Corradi gelang es gleichwohl, dem Ganzen ein einheitliches Erscheinungsbild zur Strade Nuove hin zu geben, mit einer charakteristischen roten Farbe, die dem Palast auch den Namen Palazzo Rosso gab.
Das zentrale Grundstück hatte eine erhebliche Tiefe, so dass ausreichend Platz war für eine große Eingangshalle mit abschließendem, rundum bebauten Innenhof. Zwischen Eingangshalle und Hof besteht kein Höhenunterschied. Der Hof ist in jedem Stockwerk von einem ursprünglich offenen Umgang umgeben. Eine seitlich gelegene Treppe verbindet die offenen Galerien. Von dort aus werden die Räume erreicht, in denen die wandfeste Ausstattung oft erhalten ist. Beide Wohnungen mit ihren zahlreichen Räumen und Sälen wurden mit Fresken ausgemalt. Die Dekoration im zweiten Stock weist einen ersten Zyklus auf, der von 1687 bis 1689 entstand. In vier hintereinander liegenden Salons malten Gregorio De Ferrari und sein Schwiegervater Domenico Piola die Fresken in den Gewölben, Allegorien des Frühlings und des Sommers (Säle 13, 14) von de Ferrari, des Herbstes und des Winters (Säle 15, 16) von Piola. In letzterem Saal stammt die Wanddekoration von Nicolò Viviano. In der südlichen Loggia stellte Paolo Gerolamo Piola die Ruine eines Dianatempels dar. In einem zweiten Zyklus aus dem Jahr 1690, der sich ebenfalls mit allegorischen Themen befasste, stellte Giovanni Andrea Carlone das Leben des Menschen (Raum 18) und die freien Künste (Raum 19) dar. Von den Fresken des Bartolomeo Guidobono aus Savona sind nur Fragmente erhalten. Andere Maler beteiligten sich im folgenden Jahrhundert an der Ausschmückung des südlichen Gebäudeflügels, in dem Lorenzo De Ferrari einen Raum mit Allegorien der römischen Werte und Tugenden ausmalte.

## Die Kunstgalerie

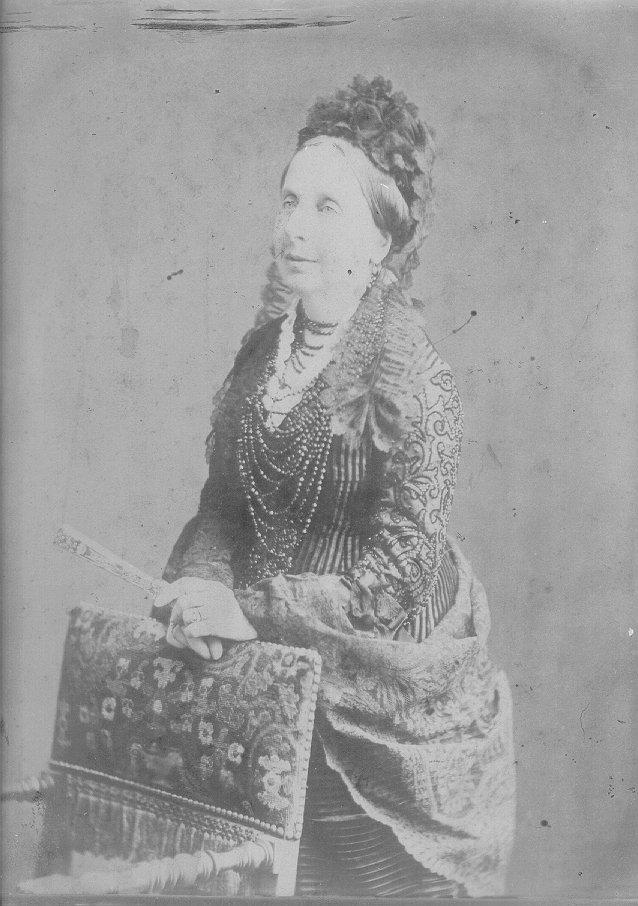
Die Stifterin: Herzogin Maria von Galliera

Zusammen mit dem Palazzo Luca Grimaldi (Palazzo Bianco) und Teilen des Palazzo Niccolò Grimaldi (auch: Palazzo Doria-Tursi) beherbergt der Palazzo Ridolfo e Giovanni Francesco Brignole Sale heute das städtische Museum von Genua.
Neben dem Palast selbst vermachte Herzogin Maria Brignole Sale De Ferrari 1874 der Kommune von Genua ihre hervorragende Gemäldesammlung, die den historischen Kern des heutigen Museumbestands bildet. Die Werke waren über lange Zeit erworben worden und sollten den sozialen und politischen Aufstieg der Familie Brignole Sale festhalten, auch wenn sie im Mannesstamm ausgestorben war.
An die ersten Erwerbungen in der ersten Hälfte des 16. Jahrhunderts knüpfte Gio Francesco Brignole mit dem Kauf einiger Werke von Van Dyck an. Auch die folgenden Erben des Palastes und der Sammlung, angefangen bei Maria Durazzo, setzten diese Politik der Ausweitung der Kunstsammlung fort.
Heute fällt die Galerie durch den hohen Anteil flämischer Künstler, wie auch durch die Werke von Guido Reni, Il Guercino, Mattia Preti und Bernardo Strozzi auf. Erwähnenswert sind weiter die Tafeln und Gemälde aus dem Venezianischen Umfeld des 16. Jahrhunderts, wie die von Palma il Vecchio und Il Veronese.

### Wichtige Werke der Kunstgalerie
- Giovanni Francesco Barbieri genannt „Il Guercino“: Cleopatra morente
- Paolo Caliari genannt „Il Veronese“: Judith und Holofernes
- Gregorio De Ferrari: Allegorien von Frühling und Sommer (Deckenfresken)
- Anthonis van Dyck: Paolina Adorno-Brignole-Sale
- Albrecht Dürer: Portrait eines jungen Mannes vor grünem Hintergrund
- Domenico Piola: Allegorien von Herbst und Winter (Deckenfresken)
- Guido Reni: San Sebastiano
- Bernardo Strozzi: Die Köchin

### Galerie

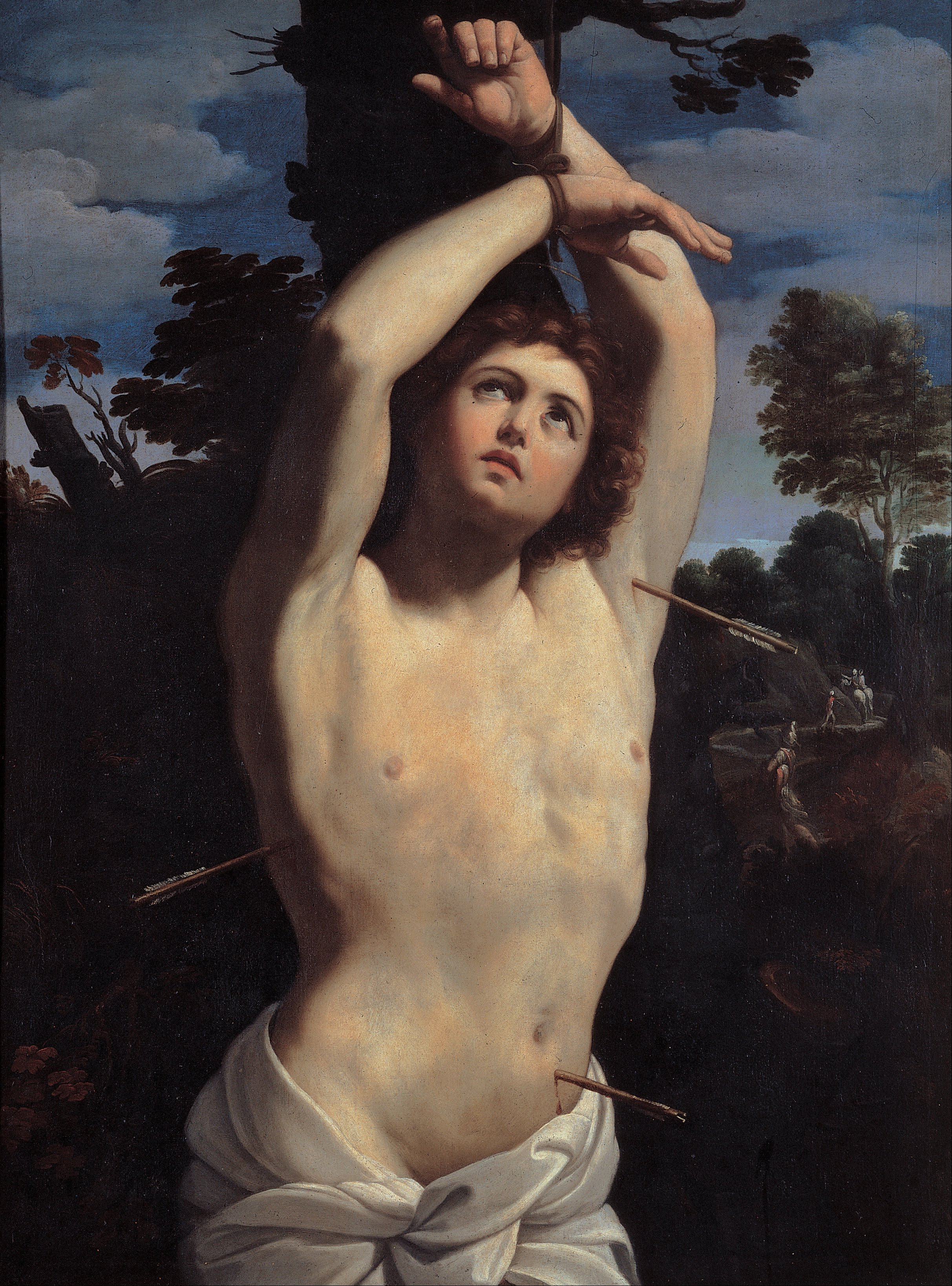
Guido Reni – San Sebastiano
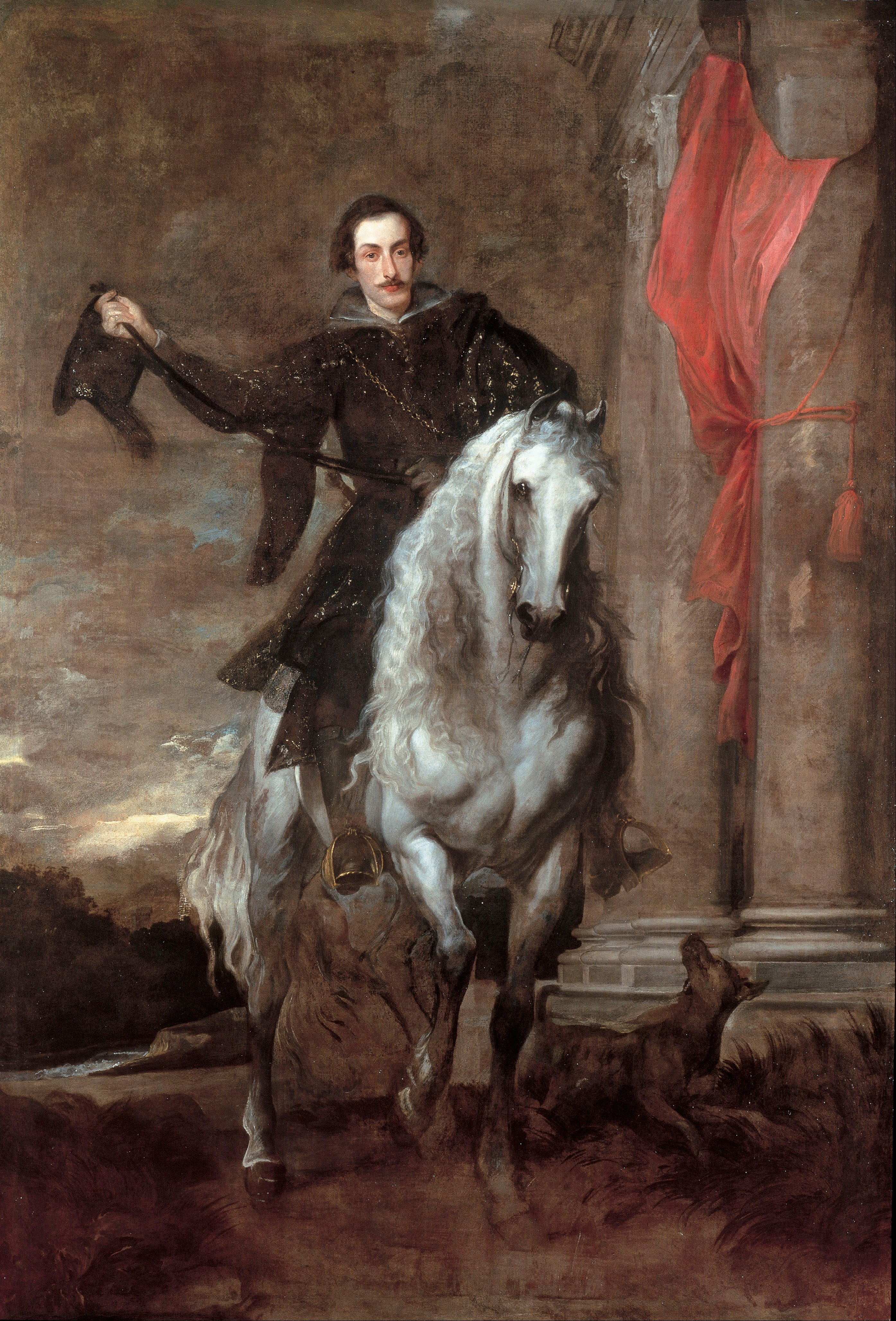
Anthonis van Dyck – Anton Giulio Brignole-Sale
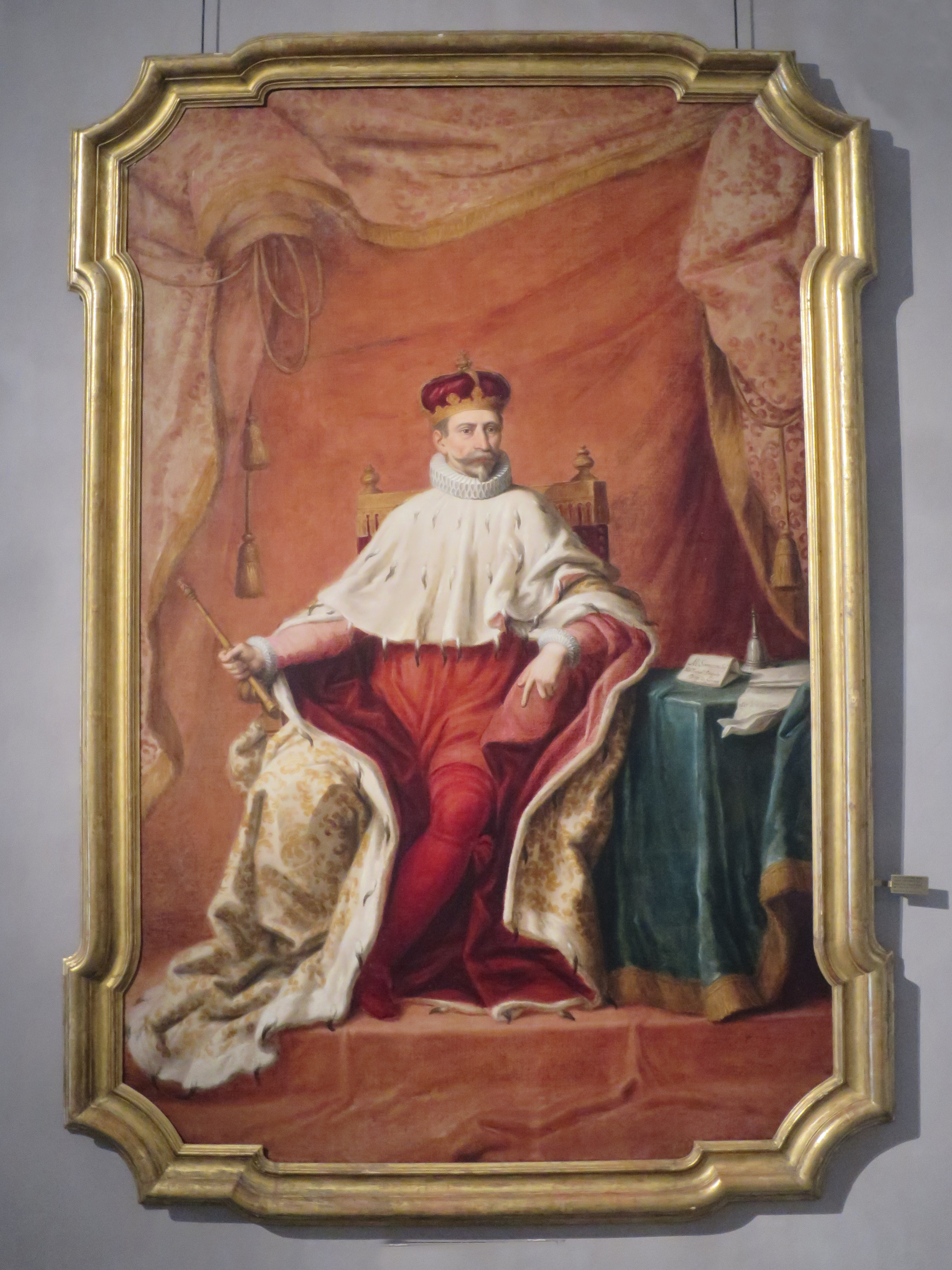
Jacopo Antonio Boni – Giovanni Francesco Brignole Sale, Doge von Genua 1635–1637

## Wissenswert
Der Palazzo Ridolfo e Giovanni Francesco Brignole Sale ist kein Palazzi dei Rolli, obwohl er zum Welterbe der UNESCO „Genoa: Le Strade Nuove and the system of the Palazzi dei Rolli“ gehört. Der Palast wurde erst 1677 fertiggestellt, während der letzte Rollo schon 1664 aufgestellt wurde. Er wurde deshalb nie in einem Rollo erfasst (zu den Einzelheiten dieser Eintragungen vergleiche hier).